# Премия Анны Зегерс
Премия Анны Зегерс (нем. Anna Seghers-Preis) — литературная награда для молодых малоизвестных немецкоязычных и латиноамериканских авторов, близких по идеалам и воззрениям немецкой писательнице Анне Зегерс (1900—1983). Эта ежегодная премия, которая также предназначена для содействия публикации произведений латиноамериканских авторов на немецком языке, была учреждена Анной Зегерс в своём завещании. C 1986 по 1993 год награда называлась «Стипендия Анны Зегерс» (нем. Anna-Seghers-Stipendium) и присуждалась Академией искусств ГДР, a в 1994 году — Берлинской академией искусств. C тех пор премия присуждается Фондом Анны Зегерс. В 2020 году оба лауреата получали денежную премию в размере 12 500 евро.

## Лауреаты
| Год  | Немецкоязычные авторы                                 | Латиноамериканские авторы           |
| ---- | ----------------------------------------------------- | ----------------------------------- |
| 1986 | Ингеборг Арльт                                        | Омар Сааведра Сантис                |
| 1987 | Керстин Хенсель                                       | Рамон Диас Этерович Джоконда Белли  |
| 1988 | Катрин Шмидт, Йенс Шпаршу                             | —                                   |
| 1989 | Аннетт Грёшнер, Йорг Ковальски                        | —                                   |
| 1990 | Райнхард Йиргль, Йоханнес Янсен, Соня Фосс-Шарфенберг | Артуро Ариас Даина Чавьяно          |
| 1991 | —                                                     | Дом для беспризорных детей в Ресифи |
| 1992 | Инес Экк                                              | —                                   |
| 1993 | Алоис Хотшниг                                         | —                                   |
| 1994 | —                                                     | Жуан Убалду Рибейру                 |
| 1995 | Марион Титце                                          | —                                   |
| 1996 | Майкл Клееберг                                        | Мигель Витальяно                    |
| 1997 | Ульрих Пельтцер                                       | Кармен Бульоса                      |
| 1998 | Домашцына, Рожа                                       | Давид Митрани Ареналь               |
| 1999 | Стефани Мензингер                                     | Герман Беллингхаузен                |
| 2000 | Мелани Гишен                                          | Алонсо Куэто                        |
| 2001 | Карстен Пробст                                        | Ана Тереза Торрес                   |
| 2002 | Луц Зайлер                                            | Рафаэль Гумучо                      |
| 2003 | Каталин Дориан Флореску                               | —                                   |
| 2004 | Ян Вагнер                                             | Клаудиа Эрнандес                    |
| 2005 | Ульф Столтерфохт                                      | Кристина Ривера Гарза               |
| 2006 | Нико Блейтге                                          | Педро Лемебель                      |
| 2007 | Катя Оскамп                                           | Фабиан Касас                        |
| 2008 | Лукас Берфус                                          | Алехандра Костаманья                |
| 2009 | Даниэла Дрёшер                                        | Гуадалупе Неттель                   |
| 2010 | Андреас Шефер                                         | Феликс Бруззоне                     |
| 2011 | Сабрина Янеш                                          | Лина Меруане                        |
| 2012 | Ольга Грязнова                                        | Вильмер Уррело Сарате               |
| 2013 | Не присуждалась                                       | Не присуждалась                     |
| 2014 | Не присуждалась                                       | Не присуждалась                     |
| 2015 | Нино Харатишвили                                      | —                                   |
| 2016 | —                                                     | Юрий Эррера                         |
| 2017 | Марен Камес                                           | —                                   |
| 2018 | Манья Прекельс                                        | Джулиан Фукс                        |
| 2019 | Джошуа Гросс                                          | Фернанда Мельчор                    |
| 2020 | Ивна Жич                                              | Эрнан Ронсино                       |
| 2021 | Фрэнсис Неник                                         | Магела Бодуан                       |
| 2022 | Яэль Инокай                                           | Алия Зеран                          |